# 天津市滨海新区海滨人民医院
天津市滨海新区海滨人民医院，简称海滨人民医院，原为大港油田总医院，始建于1964年1月，位于天津市滨海新区海滨街幸福路和健安道交口，是一家公立二级甲等医院，是天津医科大学临床医学院附属医院。